# Joshua Kutryk
Joshua Kutryk est un astronaute canadien né le 21 mars 1982 à Fort Saskatchewan dans l'Alberta.

## Biographie

### Études
Kutryk a obtenu un baccalauréat en génie mécanique du Royal Military College du Canada à Kingston, en Ontario en 2004. Il a également obtenu une maîtrise en études spatiales de l'université aéronautique Embry-Riddle en Floride en 2009, une maîtrise en ingénierie des essais en vol de l'Air University en Alabama (2012) et une maîtrise dans le domaine de la Défense au Royal Military College du Canada à Kingston, en 2014.

### Expérience professionnelle
Avant de devenir astronaute, Kutryk a travaillé comme pilote d'essai expérimental et pilote de chasse à Cold Lake, en Alberta, où il dirigeait l'unité responsable des essais en vol des avions de chasse au Canada. Il avait le grade de lieutenant-colonel. En tant qu'officier, il était responsable de la sécurité des tests sur les CF-18. Il a travaillé avec une équipe d'ingénieurs en aérospatiale, d'analystes, de techniciens et de managers afin de rendre le CF-18 efficace et fiable. Le lieutenant-colonel Kutryk a été engagé sur divers autres essais techniques d'aéronefs. 
Il a aussi beaucoup travaillé comme instructeur, enseignant aux autres pilotes à piloter le CF-18 lors de missions exigeantes. 
De 2007 à 2011, Kutryk a servi comme pilote de chasse CF-18 au sein du 425e Escadron de soutien tactique à Bagotville, au Québec. Pendant ce temps, il a effectué des missions de soutien pour l'OTAN, l'ONU et le NORAD dans le monde entier. Il a été envoyé en Libye et en Afghanistan.
Il aime le ski de randonnée, le cyclisme, l'alpinisme et le parapente.
Kutryk avait posé une candidature infructueuse à la sélection CSA-3 d'astronautes canadiens en 2009.

### Carrière à l'Agence spatiale canadienne
Kutryk a été sélectionné astronaute par l'Agence spatiale canadienne (CSA) en 2017 parmi 3 772 personnes dans le groupe CSA-4 avec Jennifer Sidey. Depuis, Jennifer Sidey et Joshua Kutryk s'entrainent à Houston au Centre spatial Lyndon Johnson de la NASA en Floride. Le programme donne des instructions sur les systèmes à bord de la Station spatiale internationale et sur bon nombre d'autres éléments allant des sorties extravéhiculaires à la formation à la survie, en passant par des cours de russe. Ils seront certifiés astronautes deux ans plus tard avec les membres du groupe 22 de la NASA.